# Ruth Schönthal
Ruth Schonthal (Hamburgo, Alemania, 27 de junio de 1924–Scarsdale, Nueva York, 10 de julio de 2006) fue una pianista y compositora.

## Trayectoria
Ruth Schonthal nació en Hamburgo de padres judíos vieneses. Schönthal comenzó a componer a los cinco años y fue considerada una niña prodigio en el Berlín de los años 30. Estudió piano, teoría musical y composición en el Conservatorio Stern de Berlín de 1930 a 1935. En 1935 fue expulsada del conservatorio por los nacionalsocialistas junto con todos sus compañeros judíos. y fue la estudiante más joven nunca antea aceptada en el conservatorio de Berlín.  En 1938, ella su familia se vieron forzados a dejar la Alemania Nazi y migraronlia a Estocolmo, donde se matriculó en la Real Academia Sueca de Música. Allí publicó por primera vez una composición en 1940, su Sonatina para piano. En la RAM  estudió composición con Ingemar Liljefors y piano con Olaf Wibergh. Entonces, una vez más forzada para huir a raíz del aumento de la tensión política, la familia huyó a una variedad de sitios: primero a la URSS, después Japón, y después Ciudad de México, donde a la edad de 19  dio un concierto de piano, aclamado ampliamente, trabajo de sus composiciones propias, incluyendo su Primer Concierto de Piano, en el Palacio de Bellas Artes. Entre los miembros de audiencia estaba el compositor alemán Paul Hindemith, quién le consiguió una beca para estudiar con él en Yale en 1946. Fue una, entre las pocas personas que consiguieron ser alumnas de Hindemith, y se graduó en el Conservatorio con honores.
En 1950, Schonthal se casó con el pintor Paul Bernhard Seckel (b.1918) y se asentó en Nueva York. Inicialmente se ganó la vida componiendo música para anuncios publicitarios y canciones pop.
Con su creciente éxito como compositora, dejó en suspenso su carrera como concertista, pero actuó regularmente como intérprete de sus propias obras. Schönthal se convirtió en profesora del Conservatorio de Música de Westchester. Hasta el final, estuvo activa como profesora de composición en la Universidad de Nueva York. Vivió en New Rochelle durante muchos años, y al final en Scarsdale, cerca de Nueva York. Poco a poco, el mundo redescubrió a Ruth Schonthal.
En 1980, 42 años después de su emigración, la compositora volvió a viajar a Alemania por primera vez; dio un concierto y participó en una mesa redonda en Berlín. Posteriormente, realizó numerosas giras de conciertos y conferencias por Alemania. El regreso permanente ya no era una opción para ella. Desde 1997, la editorial Furore de Kassel publica las composiciones de Schönthal. En 1999, la Academia de las Artes de Berlín creó el Archivo Ruth Schönthal con cartas, fotos y documentos, que se inauguró en presencia de la compositora. De acuerdo con su última voluntad, su patrimonio artístico también fue entregado al archivo de Berlín. El catálog o de obras de Schonthal comprende más de 100 piezas musicales, entre ellas tres óperas, numerosas obras orquestales, música de ballet y canciones, entre ellas el ciclo de Whitman By The Roadside y el cuarteto de cuerda In Memoriam Holocaust. En el Museo Judío de Viena, Schönthal figura en una placa entre otros músicos judíos que emigraron durante la época nazi. Junto a su nombre hay un botón, cuya pulsación permite escuchar su primera sonatina.
Enseño composición y teoría de música en New York University hasta que 2006, cuando el comienzo del deterioro de su salud le obligaron a dimitir. Enseñó composición  y piano en privado. Schonthal fue la primera profesora de composición de Lowell Liebermann. Entre 2003 y 2005, dio clases a, la  entonces desconocida, Stephanie Germanotta, que posteriormente alcanzó gran fama en el mundo de la música del pop como Lady Gaga. 
Sus trabajos son ampliamente reconocidos en los EE. UU. y en el extranjero, pero su música es quizás más bien sabido en su Alemania nativa. Su música está publicada por Oxford Prensa Universitaria, Música Del sur Co, Carl Fischer, G. E. Schirmer, Sisra Prensa, Música de Bellas artes Co, Hildegard la música que Publica Co, nd Furore y grabó encima #elepé en el Capriccio, Cristal, Leonarda, Opus Uno y Orion Etiquetas, muchos de ellos reestrenados en CDs en la Leonarda y Cambria etiquetas.

## Composiciones musicales
La producción de Ruth Schonthal incluye más de cien composiciones, entre ellas tres óperas, todas ellas centradas en figuras femeninas: El cortejo de Camilla (1979-80), La princesa Maleen (1988) y Jocasta (1996-97), una refundición feminista de la leyenda de Edipo en la que los dos personajes principales están representados por un actor, un cantante y una bailarina. Rindió homenaje a su segunda patria adoptiva con Fiestas y Danzas (1961) para piano, basada en melodías de mariachi, y la tercera con un ciclo de canciones de Whitman, By the Roadside (1975).
Varias obras abordan su herencia judía, entre ellas un conjunto de Variaciones sobre un tema litúrgico judío (1994) para, inusualmente, guitarra eléctrica, y el Tercer Cuarteto de Cuerda (1997) que lleva el título de Holocausto in Memoriam. También tuvo en cuenta los acontecimientos contemporáneos en su música, escribiendo la cantata antibélica The Young Dead Soldiers en 1986 y Bells of Sarajevo para clarinete y piano preparado en 1997.

## Premios
En 1994  recibió el Internationaler Kunstlerinnen Preis de la Ciudad de Heidelberg, y fue reconocida con una exposición de su vida y obra en el Prinz Carl Kommarkt Museo. En los Estados Unidos, recibió muchos reconocimientos, recibió varias becas Meet the Composer  y premios ASCAP, y un Premio Internacional Delta Omicron por su primer cuarteto de cuerda. Recibió un Certificado de Mérito de Yale por su Servicio Excepcional a la Música, y un Premio de Músico destacado de la Universidad de Nueva York. También logró llegar a la etapa de finalista en la Competición de Ópera de Ciudad de la ciudad de Nueva York ("El Noviazgo de Camilla"), así como en el Concurso Kennedy-Friedheim con su preludio 24, titulado "En Homenaje de . . ."

## Entrevistas
- "Entrevista de compositor: Ruth Schonthal," por Selma Epstein, Revista del IAWM (Alianza Internacional para Mujeres en Música), febrero 1994, pp. 5@–8.
- Ruth Schonthal entrevista por Bruce Duffie
- WNCN-FM interview, David Dubal with Ruth Schonthal, 31-Oct-1980 en YouTube.

## Selección de obras
Ópera
- El Noviazgo de Camilla (1979/80), Un.Un. Milne
- Jocasta (1996/97), texto por Hélène Cixous
- Princess Maleen (1988/89)

Orquesta
- Concierto para Piano y Orquesta Núm. 2 (1977)
- Música de anochecer, Fantasía Nocturna con Oceanwaves
- Música para Trompa y Orquesta de cámara (1978)
- Los Días Bonitos de Aranjuez (1982, rev. 1983)
- Banda sonora para una Calle Oscura (1994)
- 3 Celebraciones "Variaciones de Cumpleaños Feliz" para conciertos de niños
- El Young Soldados Muertos para coro y orquesta de cámara (1987)

Música de cámara
- Duo Para clarinete o viola y cello (2002)
- Cuatro Epifanías para viola (1976)
- Improvisación para solo cello (1994)
- La sonata Concertanda para cello o viola o clarinete y piano (1973)
- Cuarteto de cuerda Núm. 1 (1962)
- Cuarteto de cuerda Núm. 2 "en el Viennese Manera" (1983, revisado 1996)
- Cuarteto de cuerda Núm. 3 "En memoriam Holocausto" (1997)
- Tango Para Dos para clarinete y cello (2002)
- Dos Dúos para violín y viola (2002)

Piano
- El Canticles de Hieronymus (1986).
- Fiestas y Danzas (1961).
- Catorce Invenciones (1984).
- De la Vida de una Mujer Piadosa (1999).
- Heidelberger Charanga con Variaciones.
- En Homenaje de... (24 Preludios).
- Croquis japoneses, Libro I (Joven), Libro II (más Bajo Intermedio), Libro III (Intermedio).
- Nachklange (Reverberaciones) (1967@–74) para piano con añadió timbres.
- Sonatensatz (1973),
- Sonata Breve (1973),
- Sonata quasi un 'Improvisazione' (1964).
- Sonatina En Un (1939).
- Tres Elegies (1982).
- Toccata Y Arieta (1989)
- 65 Celebraciones (1993/94)
- Gestos (1978/79), once piano corto piezas
- Autorretrato del Artista como una Mujer más Vieja para piano (1991)
- Variaciones en Búsqueda de un Tema para piano (1974)
- Llamadas de pájaro (1981)
- Música de piano educativo (colecciones, grado 1-2)
- Miniaturas, estudio y piezas de recital para los Grados Tempranos Vol.1, 2,3 para piano (grado 1-3).
- Popurrí/Minuscules para piano
- Cercano y Lejos (principiantes de Adulto)
- Pentatonics Para piano
- De Del norte y Del sur de la Frontera

Órgano
- La Tentación de St. Anthony (1989/90)

## Discografía
Bosquejos de caracterización
- Trabajos de Piano solo por 7 Mujeres americanas por Gwyneth Walker, Judith Lang Zaimont, Tania Leon, Victoria Vínculo, y Jane Brockman (1995)

Sunbursts
- Trabajos de Piano solo por 7 Mujeres americanas por Emma Lou Diemer, Dianne Goolkasian Rahbee, Vivian Adelberg Rudow, Ruth Schonthal, y Sheila Plata (1998)
- Cuartetos de Cuerda judía por Steven Doane, Abraham Lobo Binder, Darius Milhaud, Ruth Schonthal, y Sholom Secunda (2006)
- Reverberaciones: Adina Mornell Juegos Ruth Schonthal por Ruth Schonthal y Adina Mornell (2002)
- Margaret Mills Juega Piano por Lowell Liebermann, Ruth Schonthal, y Margaret Mills (1994)
- Vive la Différence: Cuartetos de cuerda por 5 Mujeres de 3 Continentes por Amy Marcy Cheney Playa, Priaulx Rainier, Sarah Aderholdt, Ruth Schonthal, y Lucie Vellere (1997)
- Margaret Astrup Canta Ruth Schonthal por Schonthal y Astrup (2007)
- Canciones por Mujeres por Elizabeth R. Austin, Elisenda Fábregas, Ruth Schonthal, Joyce Suskind, y Marcia Eckert (2003)